# Punkt dali
Punkt dali wzrokowej (łac. punctum remotum) – najdalszy punkt, który oko widzi z dobrą ostrością. Jeśli jakiś obiekt znajduje się w odległości większej niż punkt dali, oko nie akomoduje się i się nie męczy. Jest to stan, który można określić jako spoczynkowy.
Punkt dali – punkt na osi optycznej oka ostro odwzorowywany na siatkówce, gdy oko nie akomoduje. Punkt dali wzrokowej jest to odległość punktu dali z dodaną odległością odpowiadającą głębi ostrości oka (około 0,50 dioptrii).